# Unia mukaczewska
Unia mukaczewska – unia kościelna między Kościołem rzymskokatolickim a prawosławnym na terenie Rusi Zakarpackiej. W jej wyniku w 1771 powstała eparchia mukaczewska, której siedzibę w 1780 przeniesiono do Użhorodu. 